# کریکویل (ویرجینیای غربی)
کریکویل (به انگلیسی: Creekvale) یک منطقهٔ مسکونی در ایالات متحده آمریکا است که در شهرستان همپشر، ویرجینیای غربی واقع شده‌است.